# Кудлаевка (Тернопольская область)
Кудлаевка (укр. Кудлаївка) — село в Кременецкой городской общине Кременецкого района Тернопольской области Украины.
До 2020 года входило в Шумский район.
Население по переписи 2001 года составляло 246 человек. Почтовый индекс — 47104. Телефонный код — 3558.